# 鮑氏長頜魚
鮑氏長頜魚，為輻鰭魚綱骨舌魚目象鼻魚科的其中一種。分布於非洲加彭伊溫多河流域，棲息於水底，具有發電器官，用來偵測獵物，本魚吻部細長，背部挺直，體深色，背鰭軟條23-24枚，臀鰭軟條28-31枚，體長可達41.3公分，可做為食用魚。

## 外部連結
- 鮑氏長頜魚的圖片 （页面存档备份，存于）